# Gaussicuma gloriosae
Gaussicuma gloriosae är en kräftdjursart som beskrevs av Michel Ledoyer 1988. Gaussicuma gloriosae ingår i släktet Gaussicuma och familjen Bodotriidae. Inga underarter finns listade i Catalogue of Life.